# Pachyschistochila exalata
Pachyschistochila exalata là một loài rêu tản trong họ Schistochilaceae. Loài này được (Herzog) R.M. Schust. & J.J. Engel miêu tả khoa học lần đầu tiên năm 1982.